# Olenecamptus nubilus
Olenecamptus nubilus là một loài bọ cánh cứng trong họ Cerambycidae.